# محوطه بلده سر
محوطه بلده سر مربوط به سده‌های اولیه دوران‌های تاریخی پس از اسلام است و در شهرستان سیاهکل، بخش دیلمان، دهستان پیر کوه، روستای لرده واقع شده و این اثر در تاریخ ۷ اسفند ۱۳۸۶ با شمارهٔ ثبت ۲۱۵۴۱ به‌عنوان یکی از آثار ملی ایران به ثبت رسیده‌است.